# Cleptometopus enganensis
Cleptometopus enganensis là một loài bọ cánh cứng trong họ Cerambycidae.